# Vera (Almeria)
Vera é um município da província de Almería, na comunidade da Andaluzia, Espanha.
1. ↑  «Cifras oficiales de población resultantes de la revisión del Padrón municipal a 1 de enero» (ZIP). www.ine.es (em espanhol). Instituto Nacional de Estatística de Espanha. Consultado em 19 de abril de 2022